# تفکر (فیلم ۲۰۰۲)
تفکر (به هندی: Soch) فیلمی محصول سال ۲۰۰۲ و به کارگردانی سوشانت باتناگار است. در این فیلم بازیگرانی همچون سانجای کاپور، راوینا تاندون، آدیتی گویتریکار، ارباز خان، دنی دنزونگپا، تیکو تالسانیا و آنجلا زواری ایفای نقش کرده‌اند.